# Exochomus californicus
Exochomus californicus är en skalbaggsart som beskrevs av Thomas Casey 1899. Exochomus californicus ingår i släktet Exochomus och familjen nyckelpigor. Inga underarter finns listade i Catalogue of Life.